# 豊科温泉
豊科温泉（とよしなおんせん）は、長野県安曇野市豊科田沢にある温泉、および日帰り入浴施設。

## 泉質
- ナトリウム - 炭酸水素塩泉
  - 黄緑色の源泉
  - 源泉温度は34.1度である。

## 温泉街
豊科の山奥に、市営の日帰り入浴施設が存在する。通称、湯多里山の神（ゆったりやまのかみ）。施設玄関の近くに飲泉所がある。

## 歴史
1992年（平成4年）に760メートルボーリングを実施して源泉を開発。その後日帰り入浴施設が開業した。

## アクセス
- 鉄道：JR篠ノ井線田沢駅より安曇野市豊科地域振興バス南号で約7分、「湯多里山の神」下車。
- バス：松本バスターミナルよりアルピコ交通バス（通称・松本電鉄バス） [55]四賀線で約23分、「大口沢」下車。
- 高速道路：安曇野インターから国道19号と県道57号を経て約15分。